# Jarvis (personaje)
Jarvis (acrónimo de Just A Rather Very Intelligent System) es una inteligencia artificial ficticia que apareció por primera vez en Marvel Cinematic Universe, donde Paul Bettany lo expresó en Iron Man (2008), Iron Man 2 (2010), The Avengers (2012), Iron Man 3 (2013) y Avengers: Age of Ultron (2015). Después de la primera película de Iron Man, el personaje fue introducido en los cómics estadounidenses publicados por Marvel Comics.

## Biografía del personaje ficticio

### Primer J.A.R.V.I.S.
J.A.R.V.I.S. aparece por primera vez como el programa que ayuda a operar el traje Rescue de Pepper Potts. Cuando Iron Man ha quedado incapacitado, J.A.R.V.I.S. alienta a Pepper a asumir la armadura Rescue que tiene Pepper. Cuando Rescue persigue a Iron Man por toda la ciudad, J.A.R.V.I.S. le dice a Rescue que abandone la persecución y le dice a Rescue que retire el arranque de Iron Man, lo que le muestra a Pepper que War Machine no está muerto. Cuando Pepper discute los pensamientos sobre Iron Man manteniendo a todos en una base de necesidad de saber con Carson Wyche, los dos confrontan a J.A.R.V.I.S. sobre esto. J.A.R.V.I.S. les advierte a los dos que no hagan más preguntas y se prepara para defenderse. Habiendo capturado a Pepper y Wyche, J.A.R.V.I.S. declara que sus diagnósticos no revelan que está comprometido. Él está más bien enamorado de Pepper y quiere proteger a Pepper. Justo en ese momento, Iron Man rompe la pared y saca a J.A.R.V.I.S. y al traje de rescate con un pulso electromagnético enfocado en la fuente. Pepper le muestra a J.A.R.V.I.S. cómo ha estado enviando datos a una dirección IP en China. Parece aturdido, confundido, Pepper le agradece por lo que ha dado, y enciende la espiral, matando a J.A.R.V.I.S. Iron Man claramente siente la muerte de J.A.R.V.I.S. por su propia cuenta.

### Segundo J.A.R.V.I.S.
A la luz de la Orden Negra que destruye la Mansión de los Vengadores durante el arco "Sin rendición", Nadia van Dyne creó una nueva versión de J.A.R.V.I.S. para ayudar a Edwin Jarvis. Cuando Edwin pensó que era una señal de su retiro, J.A.R.V.I.S. declaró que su programación aún no está completa.

## Otras versiones

### House of M
En la serie House of M: Iron Man, el sistema de inteligencia artificial en el traje de Tony Stark se conoce como "Jarvis", anterior a la versión de IA que se ve en Marvel Cinematic Universe.

### Ultimate Marvel
En la realidad de Ultimate Marvel, J.A.R.V.I.S. fue visto cuando Spider-Man recibió algunos nuevos lanza redes de Iron Man.

### Tierra-13584
En la Tierra-13584, J.A.R.V.I.S. ayuda a Iron Man a mantener la Zona de Hierro.

### Age of Ultron
Durante la historia de "Age of Ultron", Iron Man utilizó la versión Tierra-26111 de J.A.R.V.I.S. para escanear los recuerdos de Mujer Invisible y Wolverine, donde descubre la realidad alternativa de Tierra-61112.

## En otros medios

### Película
- J.A.R.V.I.S. se introdujo por primera vez en las películas que tienen lugar en el universo cinematográfico de Marvel, presentado como un sofisticado de AI expresado por Paul Bettany. Siguiendo el modelo de HOMER de los cómics, esto se hizo para evitar similitudes con Alfred Pennyworth y Batman. Paul Bettany admite que tenía poca idea de cuál era el papel, incluso cuando lo grabó, simplemente haciéndolo como un favor para Jon Favreau.[13]
  - El personaje hace su debut en la película de 2008, Iron Man y posteriormente aparece en la película de 2010 Iron Man 2,[14] la película de 2012 The Avengers[15] y la película de 2013 Iron Man 3. J.A.R.V.I.S. es una computadora, y el asistente de Tony Stark para muchas cosas relacionadas con Stark Industries y Iron Man. En Iron Man 3, J.A.R.V.I.S. proporciona el control secundario de los "drones" de la Legión de Hierro para combatir al ejército Extremis de Aldrich Killian. En el 2015, Avengers: Age of Ultron, es destruido por Ultron, sin embargo, ha distribuido su conciencia a través de Internet, permitiendo sus protocolos de seguridad para retrasar el intento de Ultron de acceder a los códigos de lanzamiento nuclear de la Tierra lo suficiente como para Tony de averiguar lo que había sucedido. Stark y Bruce Banner utilizan a J.A.R.V.I.S. para transferirlo en un cuerpo robótico y es activado por Thor, convirtiéndose en el androide llamado Visión, todavía retratado por el mismo actor pero establecido como un individuo distinto de la IA, ya que su nueva programación incluye elementos de Ultron y JARVIS.
- Jarvis aparece en Iron Man: Rise of Technovore, expresado por Troy Baker.
- Jarvis aparece en Heroes Unidos serie de películas de las entradas Iron Man y Hulk: Heroes Unidos y Iron Man y Capitán América: Heroes Unidos: expresado de nuevo por David Kaye.

### Televisión
- J.A.R.V.I.S. aparece en Iron Man: Armored Adventures. Aparece como el sistema operativo ExtremIs 16.5 para Andros Stark (alias Iron Man 2099).
- J.A.R.V.I.S. aparece en Los Vengadores: Los héroes más poderosos del planeta, expresado por Phil LaMarr.[16] Él aparece como A.I de Tony Stark para la armadura de Iron Man, las industrias Stark y la Mansión de los Vengadores.
- J.A.R.V.I.S. aparece en Avengers Assemble, expresado por David Kaye. Nuevamente representado como el sistema A.I de Tony Stark, esta versión también parece tener un sentido del humor que exhibe en algunas ocasiones, solo está en las 2 temporadas.
- J.A.R.V.I.S. aparece en la serie de dibujos animados Ultimate Spider-Man, una vez más expresado por Phil LaMarr en "El Vuelo de la Araña de Hierro" de la primera temporada y más tarde por David Kaye en "El Hombre Araña Vengador, Pt. 1" de la tercera temporada.
- J.A.R.V.I.S. aparece en el especial de televisión de Navidad Marvel Super Hero Adventures: Frost Fight!, expresado por Trevor Devall.[17]

### Videojuegos
- J.A.R.V.I.S. aparece en el videojuego Iron Man, con la voz de Gillon Stephenson. Sirve como una fuente de información para el jugador que le informa de cualquier soldado entrante o máquina que deba conocer.
- J.A.R.V.I.S. aparece en el videojuego Iron Man 2, con la voz de Andrew Chaikin. Kearson DeWitt y A.I.M. atacan los Archivos Stark para robar una copia del programa JARVIS en un plan para crear Ultimo.
- J.A.R.V.I.S. aparece en Iron Man 3: The Official Game, con la voz de Jeff Bottoms.
- J.A.R.V.I.S. aparece en Lego Marvel Super Heroes, con la voz de Troy Baker.
- J.A.R.V.I.S. aparece en Disney Infinity 3.0, una vez más expresado por David Kaye.
- J.A.R.V.I.S. aparece en Lego Marvel's Avengers.